# André Poitiers
André Poitiers (* 1959 in Hamburg) ist ein deutscher Architekt und Stadtplaner. Er lebt und arbeitet in Hamburg.

## Leben
André Poitiers wurde als Sohn eines Tischlers geboren und wuchs in Hamburg-Schnelsen auf. Als er ein Jahr alt war, starb der Vater und die Mutter übernahm die familiäre Tischlerei in Rellingen. Nach dem Abitur absolvierte Poitiers von 1979 bis 1980 zunächst eine Tischler- und Bootsbauerlehre bei der Asmus-Yachtwerft in Glückstadt und von 1981 bis 1983 eine Ausbildung zum Bankkaufmann bei der Hamburger Sparkasse.
Von 1983 bis 1989 studierte er Architektur an der TU Braunschweig, u. a. bei dem Hamburger Professor Meinhard von Gerkan. Zur Finanzierung des Studiums arbeitete er auf dem Bau als Tischler und Lackierer. Er schloss das Studium mit einem Diplom mit Auszeichnung ab.
Poitiers lebt zusammen mit der Anwältin für Bau- und Architektenrecht bei der Hamburger Kanzlei Osborne Clarke, Katharina Feddersen. Seit Mitte 2015 haben sie einen gemeinsamen Sohn.

## Arbeit

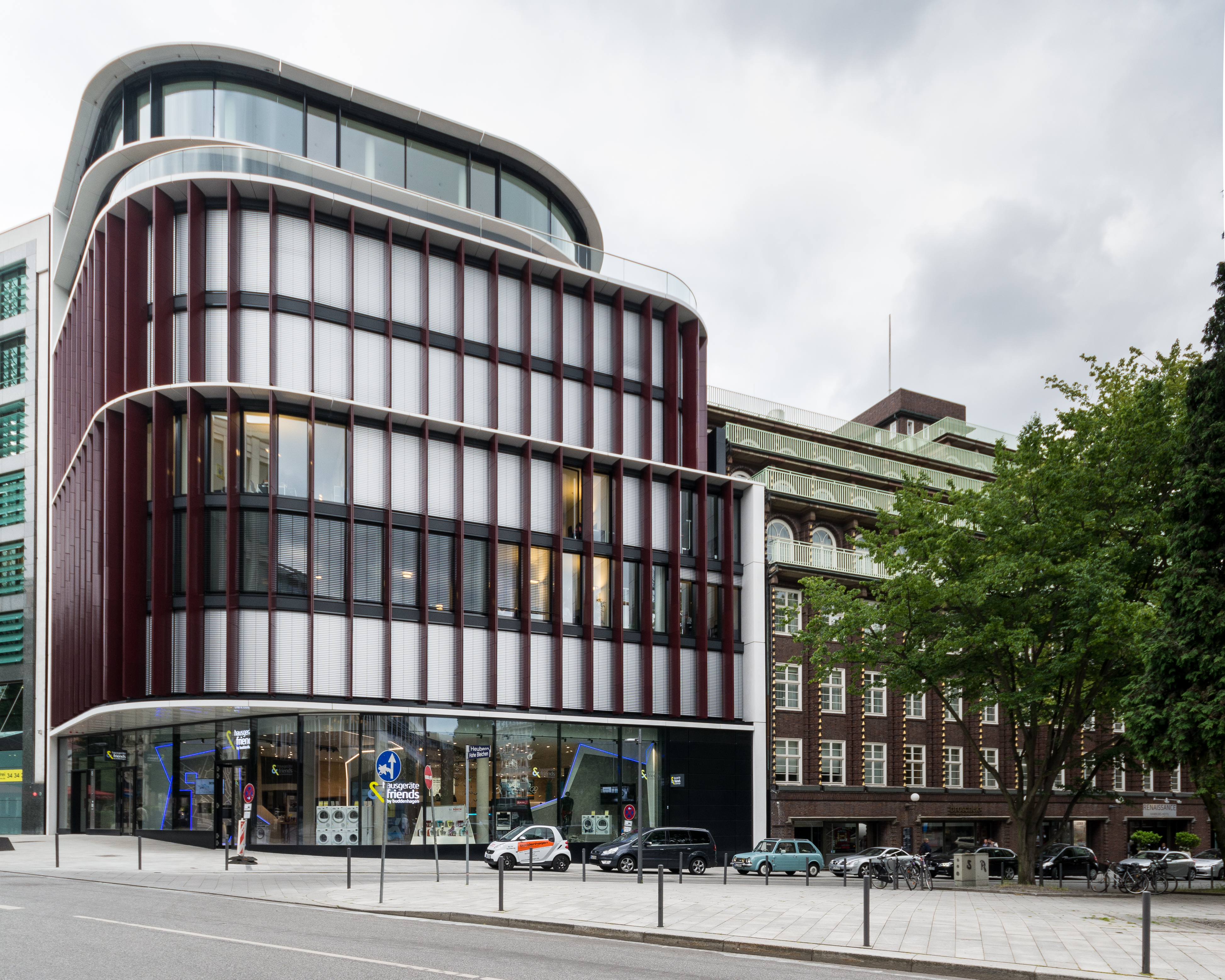
Projekt Heuberg 1, Hamburg (Juni 2015)

Nach dem Studium war Poitiers zunächst als Architekt im Büro Peter P. Schweger tätig und bekam anschließend für ein Jahr eine Anstellung bei Sir Norman Foster in London. Von 1992 bis 1995 war er wissenschaftlicher Mitarbeiter am Lehrstuhl von Roland Ostertag im „Institut für Gebäudelehre und Entwerfen“ an der TU Braunschweig.
1995 machte sich Poitiers in Hamburg als Architekt selbstständig und betreibt seither ein eigenes Büro in der Hamburger Innenstadt. Ein erster großer Auftrag war die Sporthalle in Halstenbek. Das Bauwerk mit der eiförmigen Glaskuppel erhielt viel Zuspruch, erlangte jedoch als „Knickei“ traurige Berühmtheit, als wegen Fehlern in der Statik am 5. Februar 1997 das Dach einstürzte.
Im Kontorhaus am Großen Burstah entstanden mit inzwischen 15 Mitarbeitern die Entwürfe zu zahlreichen architektonischen und städteplanerischen Arbeiten, wie etwa die Neugestaltung des Jungfernstiegs, das Eckhaus am Heuberg 1, sowie das Kempertrautmann-Haus an den Große Bleichen (mit Sitz der Werbeagentur Thjnk und des Autoherstellers Tesla). Für die Ladenkette „Dat Backhus“ hat sein Büro ein Gesamtkonzept mit Außen- und Innengestaltung für alle 80 Häuser in Hamburg durchgeführt. Als experimentelle Gebäude gelten das „Plasma-Haus“ und das „Donut-Haus“, in Arbeit sind Entwürfe für ein Wohnviertel in Halstenbek mit 110 Einheiten und ein Wettbewerb für ein Opernhaus in Norwegen. Poitiers' Büro entwirft zudem eine EDV-Logistik für die Abwicklung großer Bauvorhaben.
Im Jahre 2010 erhielt das Architekturbüro Poitiers den Zuschlag für eines der größten Städtebauprojekte Hamburgs: Die Planung für die „Neue Mitte Altona“. Er setzte sich damit gegen neun renommierte, internationale Mitbewerber durch. Der städtebauliche Entwurf gilt als Grundlage für spätere Bebauungspläne. Er umfasst die Planung für einen neuen Stadtteil mit u. a. 2000 Wohnungen, Grünflächen und neue Nutzung der alten Güterbahnhallen.

## Mitgliedschaften
1996 wurde Poitiers in den Bund Deutscher Architekten (BDA) berufen, 2000 folgte die Berufung in das Royal Institute of British Architects (RIBA), seit 2000 gehört er auch dem „First European Architects Forum“ in Venedig an. Im selben Jahr erfolgte die Eintragung als Stadtplaner in der Architektenkammer Hamburg.
Er war Mitglied des Vorstandes der Stiftung „Lebendige Stadt“, hier wird Poitiers inzwischen als ausgeschiedenes Gremienmitglied geführt.

## Projekte (Auswahl)
- seit 2010: Neue Mitte Altona, Hamburg
- 2012/10: Rheinoffice CUBES Cecilienallee, Düsseldorf
- 2010/11: Fahrgastunterstand für JCDecaux, Team: André Poitiers, Sebastian Gäbler, Kristoph Nowak
- 2012/09: Heuberg 1 / Hohe Bleichen 8, Hamburg
- 2010/03: Große Bleichen 34, Hamburg
- 2006/06: Haus Kempertrautmann, Hamburg
- 2004/09: Neugestaltung Jungfernstieg, Hamburg
- 2002: Kaispeicher A, Hamburg
- 1995: Sporthalle („Knick-Ei“) Halstenbek, Hamburg

## Auszeichnungen (Auswahl)
Seit 1990 erhielt Poitiers eine Reihe studentische Auszeichnungen, seit 2002 zahlreiche Architekturpreise.
- 2010 BDA Hamburg: Architektur Preis 2010, Büro- und Geschäftshaus Große Bleichen 34, Hamburg (Würdigung)
- 2010 BDA Hamburg: Große Nike 2010, Neugestaltung Jungfernstieg, Hamburg (Shortlist)
- 2008 Ehrung von Hamburgs international ausgezeichneten Kreativen durch Bürgermeister Ole von Beust
- 2008 BDA Hamburg und Die Welt: Hamburger Publikums Architektur Preis, Neugestaltung Jungfernstieg, Hamburg(1. Preis)
- 2008 BDA Hamburg: Architektur Preis, Neugestaltung Jungfernstieg, Hamburg (3. Preis)
- 2008 BDA Hamburg: Architektur Preis, Haus Kempertrautmann, Hamburg (3. Preis)
- 2007 RIBA European Awards, Neugestaltung Jungfernstieg, Hamburg (Last Entries)
- 2007 RIBA European Awards, Haus Kempertrautmann, Hamburg (Last Entries)
- 2006 Architekturolympiade Hamburg, Universitäts-Sportpark Rotherbaum, Hamburg (Bronzemedaille)
- 2006 contractworld.award 2007, Haus Kempertrautmann, Hamburg (3. Preis)
- 2002 BDA Hamburg Architektur Preis, Dat Backhus Jungfernstieg, Hamburg (3. Preis)

Studentische Auszeichnungen (Auswahl)
- 1990 Laves-Preis des Landes Niedersachsen, Diplomarbeit: Greenpeace Station Hamburg Hafen (1. Preis)
- 1990 Förderpreis des Deutschen Stahlbaus, Diplomarbeit: Greenpeace Station Hamburg Hafen (1. Preis)
- 1990 Förderpreis des Deutschen Stahlbaus, Kinderbibliothek an der Oker (2. Preis)
- 1988 Förderpreis des Deutschen Stahlbaus, Autotektur 2000, V.A.G. Autohaus der Zukunft (3. Preis)
- 1985 Förderpreis des Deutschen Holzbaus, Brücke im Versaca-Tal (1. Preis)
- 1981 Landessieger im Tischlerhandwerk 1981